# Amerikansk buskrosling
Amerikansk buskrosling (Pieris floribunda) är en ljungväxtart som först beskrevs av Frederick Traugott Pursh och John Sims, och fick sitt nu gällande namn av George Bentham och William Jackson Hooker. Amerikansk buskrosling ingår i släktet buskroslingar, och familjen ljungväxter. Inga underarter finns listade i Catalogue of Life.

## Bildgalleri

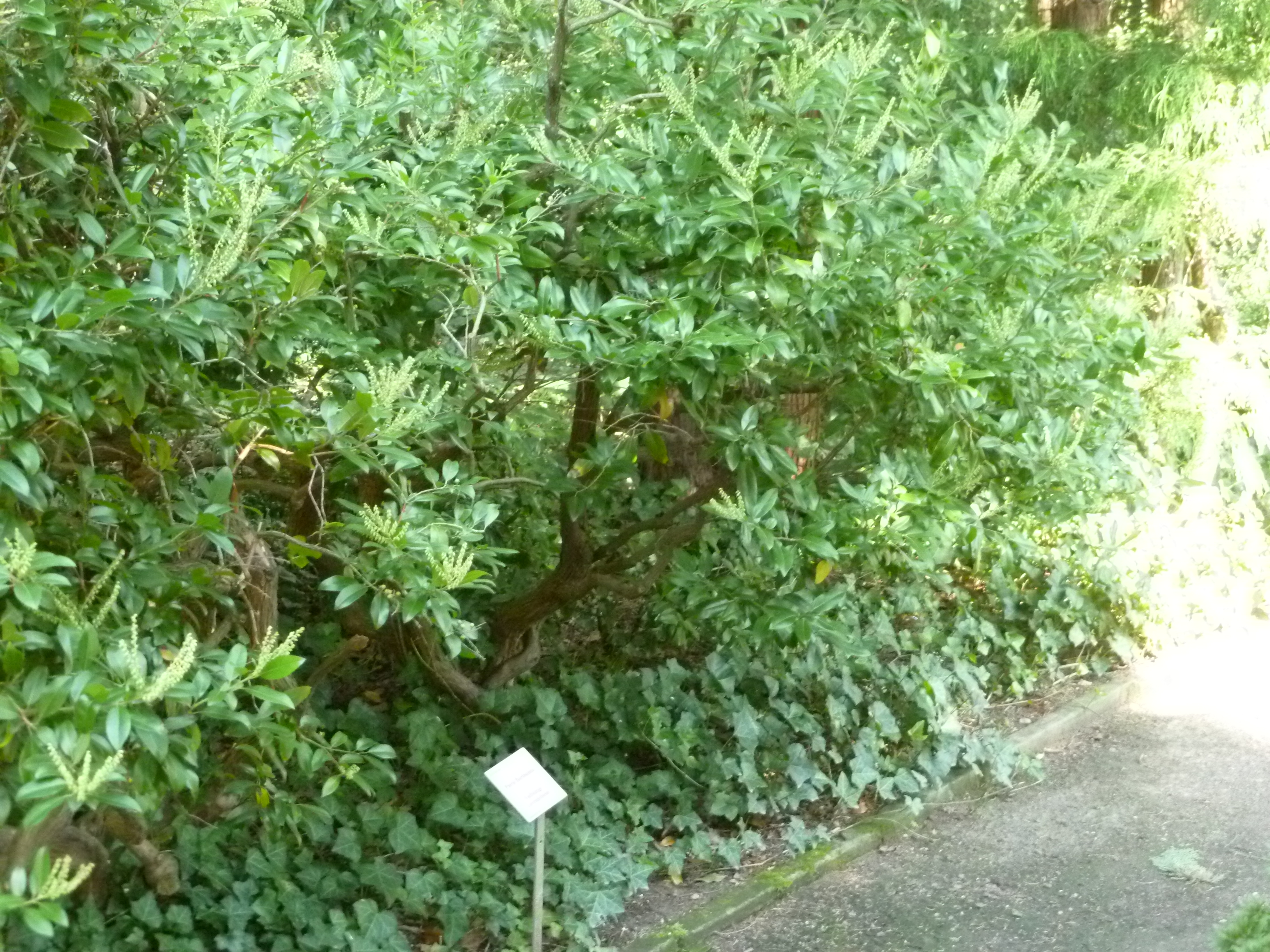
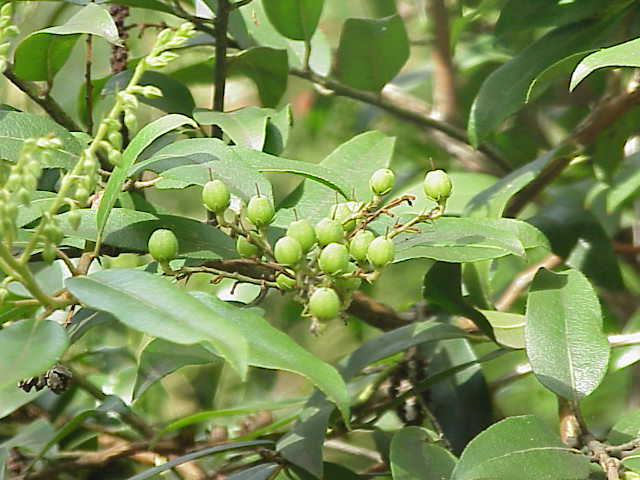
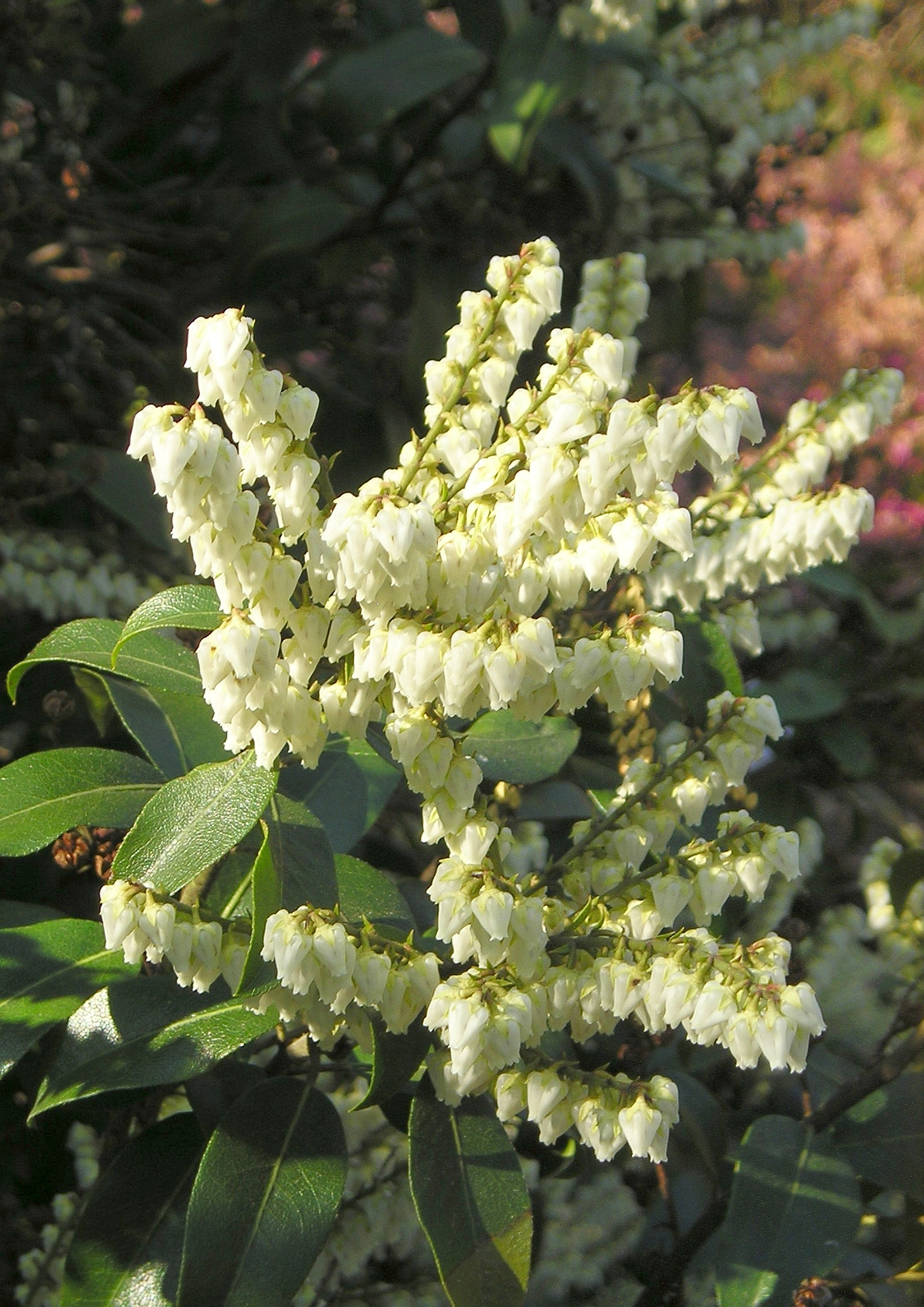
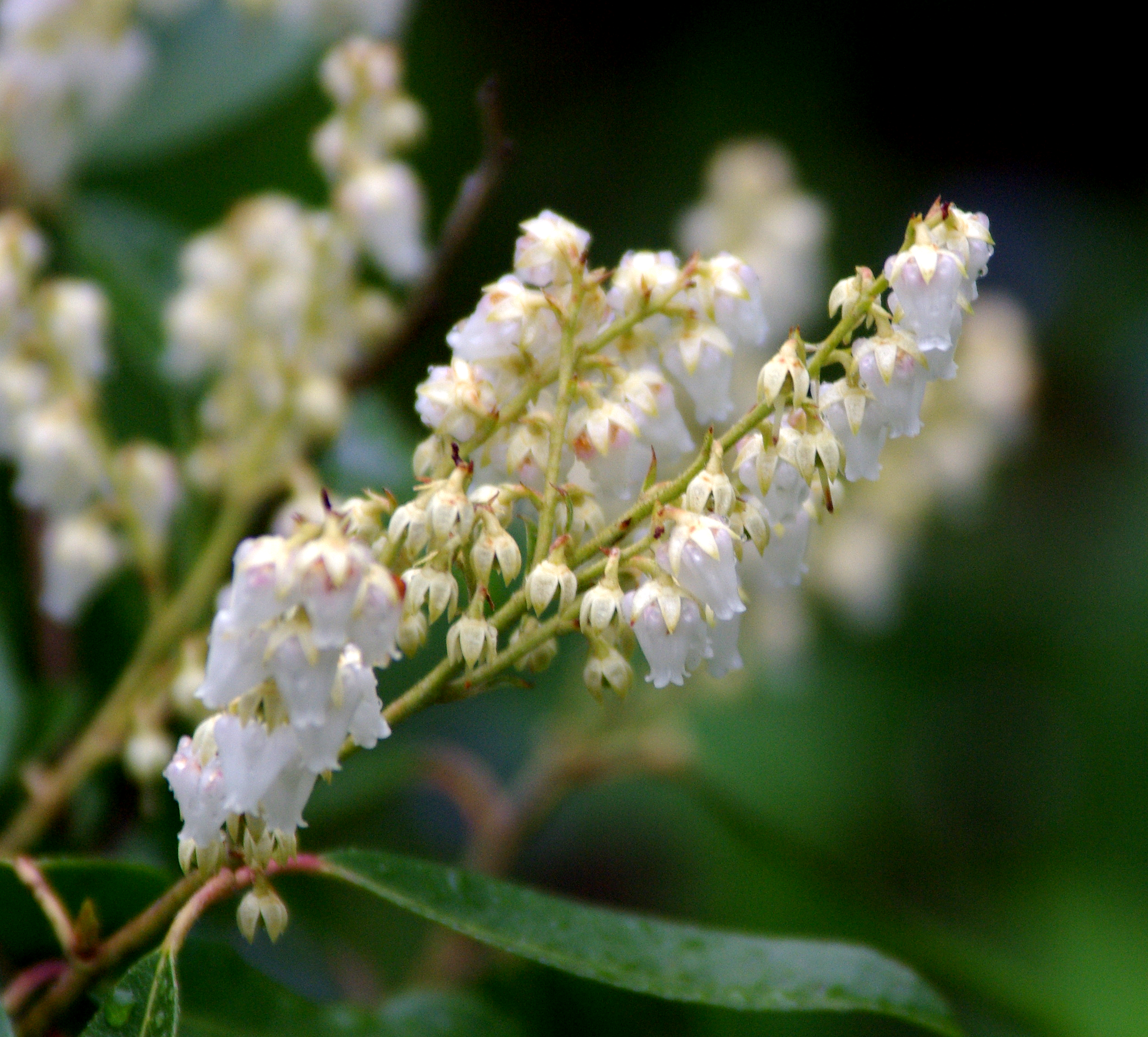